# John Foster McCreight
Pour les articles homonymes, voir McCreight.
John Foster McCreight, né en 1827 à Caledon, en Irlande du Nord et mort le 18 novembre 1913 à Hastings, en Angleterre, est un magistrat, premier Premier ministre de la Colombie-Britannique de 1871 à 1872.

John Foster McCreight est le premier Premier ministre de Colombie-Britannique.

## Biographie
D'origine irlandaise, devenu avocat, John Foster McCreight part pour l'Australie et y resta quatre ans. Pour une raison indéterminée, il s'installe en 1860 à Victoria en Colombie-Britannique. Il est admis au barreau de la Colombie-Britannique en 1862.
Il semble que son appartenance à la franc-maçonnerie, ait facilité son ascension politique. 
Il était également membre de l'Église anglicane.

### Carrière politique
Le 20 juillet 1871, la Colombie-Britannique entre dans la Confédération du Canada. 
En août, McCreight devient procureur général dans le cabinet intérimaire. À l’occasion des premières élections générales de la province en août 1871, il remporta l’un des sièges de la circonscription de la ville de Victoria et devint député à l’Assemblée législative de la Colombie-Britannique.

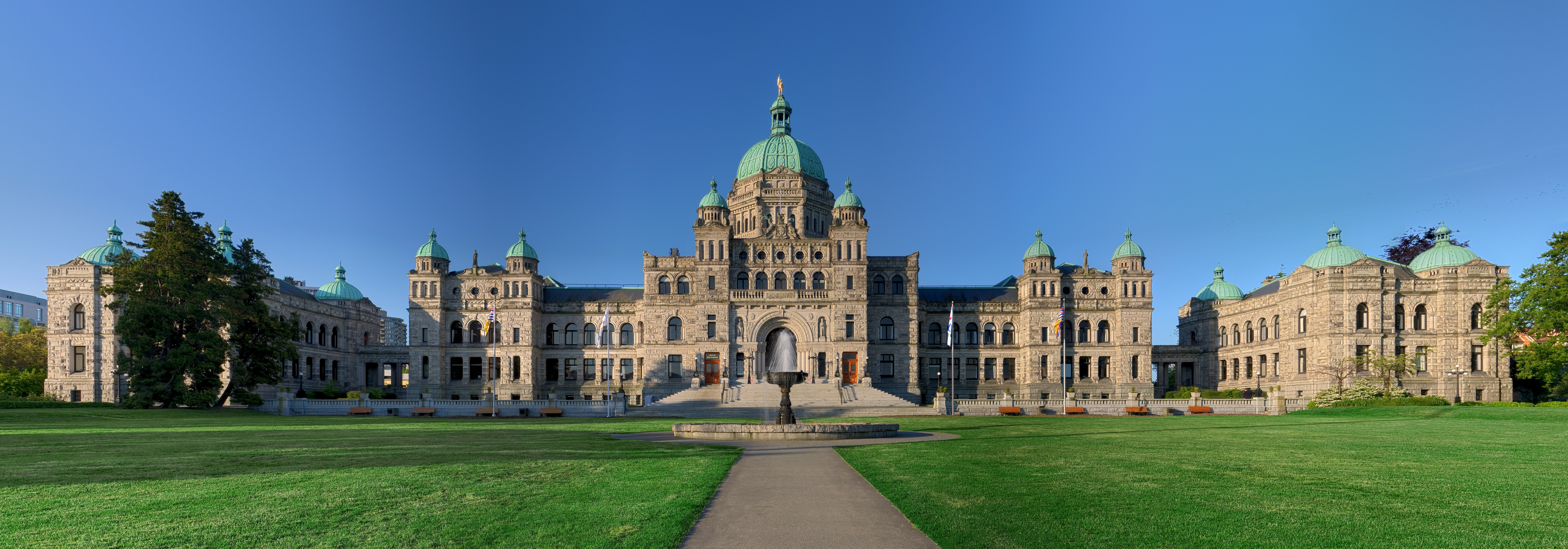
C'est en août 1871 que John Foster McCreight fait son entrée à l'Assemblée législative de la Colombie-Britannique.

#### Premier ministre de la Colombie-Britannique
Le 13 novembre 1871, McCreight est nommé Premier ministre de la Colombie-Britannique par le lieutenant-gouverneur Trutch,. 
Le ministère formé par McCreight intègre 3 avocats. Alexander Rocke Robertson est le Secrétaire provincial, George Anthony Walkem est Commissaire pour le territoire et pour le travail et Henry Holbrook y est un membre non officiel.
Vivement critiqué, abandonné par ses partisans, il ne demeure en fonction qu'environ un an avant qu'une motion de censure déposée en décembre 1872 provoque sa démission.
Sa démission a validé l'existence et les principes d'un gouvernement responsable en Colombie-Britannique.

### Après la vie de Premier ministre
Il continue cependant à siéger à l'Assemblée jusqu'en 1875, devient conseiller de la Reine, puis membre de la Cour suprême de la Colombie-Britannique de 1880 à 1897.
Après sa retraite, il retourne en Angleterre où il meurt en 1913.